# Max Wischer
Max Wischer (* 26. November 1873 in Berlin; † 11. Januar 1950) war ein deutscher  Kleintierzüchter, Verbandsfunktionär und Fachbuchautor.

## Leben
Max Wischer besuchte das Gymnasium und wurde in Kyritz zum Lehrer ausgebildet, 1891 legte er das Lehrerexamen ab. Nach seiner Ausbildung arbeitete er als Lehrer am Jahn-Realprogymnasium in Berlin-Rummelsburg.
Ab etwa 1912 war Wischer in verschiedenen Funktionen in den Organisationen der Rassekaninchenzüchter tätig. Ab 1914 war er im Rahmen der Kriegswirtschaft des Ersten Weltkrieges an der Errichtung der staatlichen Fellverwertung beteiligt, 1915–1918 war er zum Kriegsdienst eingezogen. Nach dem Ersten Weltkrieg war er erneut in verschiedenen Positionen für die Verbände der Rassekaninchenzüchter tätig, so als Vertreter bei der Landwirtschaftskammer und bei der Deutschen Landwirtschafts-Gesellschaft. Ab 1921 war er als Preisrichter für Rassekaninchen tätig. Von 1924 bis 1933 war er Geschäftsführer des Reichsbundes Deutscher Kaninchenzüchter. Beim 1. Internationalen Kaninchenzüchter-Kongress 1930 in Leipzig war Wischer zusammen mit Hans Nachtsheim einer der Haupt-Geschäftsführer.
Max Wischer war als Fachautor tätig und verfasste Bücher zur Kaninchenzucht, insbesondere zur Zucht der Angorakaninchen, für den Leipziger Verlag Dr. F. Poppe bearbeitete Wischer als „Sprechsaalberater“ Leseranfragen in der Zeitschrift „Der Kaninchenzüchter“. Max Wischer, der im Zweiten Weltkrieg seine gesamte Fachbibliothek verlor, starb am 11. Januar 1950 an den Folgen einer Operation.

## Werke (Auswahl)
- Fortpflanzung und Vererbung in der Kaninchenzucht unter besonderer Berücksichtigung der Chromosomentheorie und des Mendelismus. Verlag Dr. F. Poppe, 1940
- Mit Paul Starke: Praktische Kaninchenzucht: ausführliches Lehrbuch der Haltung, Zucht und Nutzung des Hauskaninchens. Dr. F. Poppe 1939, 1941, Neumann Verlag 1949
- Das Chinchillakaninchen. Dr. Poppes Bibliothek für Kaninchenzüchter